# Soós Edit
Soós Edit (született Sturcz) (Budapest, 1934. augusztus 7. – Budapest, 2008. július 13.) magyar színésznő.

## Élete
Szülei Sturcz János és Mits Ilona voltak. 1948–1950 között Kereskedelmi Akadémiát végzett. 1952–1956 között a Színház- és Filmművészeti Főiskola hallgatója volt. Osztálytársai: Őze Lajos, Horváth Sándor, Halász László, Fekete András, Tóth Béla. 
Az 1951-es svéd filmsiker Egy nyáron át táncolt főszerepét szinkronizálta Sturcz Edit fh. néven – felejthetetlenül.
Rövid önéletrajza saját szavaival:

„Első színpadi sikerem a Dulszka asszony erkölcse Madách Színházbeli előadásához kötődik még főiskolásként, 1955-ben, olyan pályatársak között, mint a főszerepet játszó Dayka Margit, akit élete végéig második mamámként szerettem. Első szerződésem 1956-ban a Miskolci Nemzeti Színházhoz kötött, ahol Molnár Liliomában Julikát játszhattam nagyszerű partneremmel, Szirtes Ádámmal. Az októberi események kapcsán 1957-ben tanúként hallgattak ki a Tóth Ilona-perben, melyet összekapcsoltak a Gáli–Obersovszky-perrel. Ez pályámon csendes szilenciummal járt, csaknem ráment szépen induló művészi karrierem. 1957-ben Major Tamás szerződtetett a Nemzeti Színházhoz. Cselekedete mentőakciónak számított, mert meglátta bennem a jövő ígéretes tehetségét. A Lyuk az életrajzon című vígjátékban, A szabadság első napja című darabban, a Szentivánéji álom Puck szerepében mutatkoztam be. Osborne Dühöngő ifjúság című drámájában a legendás Kálmán György, Horkai János voltak partnereim. Major Tamás – miután ajánlatot kaptam a Vígszínházba a Somló István társulatába, melyet elfogadtam – meg nem bocsátva lépésemet vidékre küldött egy évre, „fejlődni”. Ezt meghallva, Szendrő József, a debreceni Csokonai Színház akkori igazgatója, táviratilag szerződést ajánlott. A debreceni évek alatt olyan kiugró sikereim voltak, mint a Pygmalion Elizája Latinovits Zoltán oldalán. Ennek az előadásnak kultúrtörténeti érdekessége, hogy Freddy szerepét az akkor felfedezett Hofi Géza játszotta. Ugyancsak debreceni sikerem a János vitéz boszorkányszerepe, a Pinocchio Táltos Tücsök szerepe, az Ahogy tetszik Mária-megformálása. Ugyancsak átütő siker volt a Kleopátra főszerepe. A debreceni éveket a budapesti Thália Színházhoz szerződésem fejezte be, a meghívást Kazimir Károly igazgató-főrendezőtől kaptam. Legnagyobb sikeremet Fejes Endre Rozsdatemető című drámájában Csele Juli szerepében arattam. A kitüntetések – többek között a Jászai-díj – elkerültek, mert azt állami szinten akadályozták meg. Színpadi szerepeimmel párhuzamosan a film is felfedezett. Első filmszerepemet a Mese a tizenkét találatról című filmvígjátékban kaptam 1956-ban. Ezt követte az Özvegy menyasszonyok, az Ismeri a szandi mandit? című filmvígjáték. Ennek főszerepéért a Pécsi Filmfesztivál nagydíját kaptam. A televízió is szívesen foglalkoztatott. Domján Edit utolsó filmjében, A labdában játszhattam a második női főszerepet. A nyolcvanas években megalakult a filmgyár színészstábja, melynek megszűnéséig tagja voltam olyan művészekkel, mint Margitai Ági, Törőcsik Mari, Kálmán György, Garas Dezső. Innen mentem nyugdíjba, miután ez a formáció megszűnt. Színházi szerződés hiányában, rendkívül alacsony nyugdíjjal kényszerültem le a pályáról. A kilencvenes évek elején a Katona József Színházban Máté Gábor hívására a Müller táncosai című darab egymondatos szerepében ismét felfigyelt rám a kritika. Ugyanitt az Akárki című drámában nyújtott alakításomért Pécsett a Színházi Fesztiválon a karakteralakítás Kritikusok Nagydíját nyertem el 1993-ban.”

Pályáját a Madách Színházban kezdte. 1956–1957 között a Miskolci Nemzeti Színházban játszott. 1957–1960 között a Nemzeti Színház színésznője volt. 1960–1962 között a debreceni Csokonai Színházban lépett fel. 1962-től öt évig a Jókai Színházban volt látható. 1967–1971 között a Mikroszkóp Színpad tagja volt. 1971-től a miskolci és a debreceni színház tagja, a Thália Színházban és a Mafilm társulatában játszott. Nyugdíjba vonulása után, két darabban – vendégeként – a Budapesti Katona József Színházban is (Müller táncosai; Akárki) vendégszerepelt.

## Színházi szerepei

### Sturcz Editként
- George Bernard Shaw: Caesar és Cleopatra... Charmian
- Zapolska: Dulszka asszony erkölcse... Henriette
- Barta Lajos: Szerelem... Cseléd
- Nâzım Hikmet: Az ünnep első napja... Zehra
- Karinthy Ferenc: Ezer év... Szabó Anna
- Molnár Ferenc: Liliom. Egy csirkefogó élete és halála... Juli
- Móricz Zsigmond: Nem élhetek muzsikaszó nélkül... Biri

### Soós Editként
| - Nagy Ignác: Tisztújítás... Nelli - Karinthy Ferenc: Szellemidézés... Rika - Gádor Béla: Lyuk az életrajzon... Lulu - Darvas József: Kormos ég... Klári - Carlo Goldoni: Két úr szolgája... Beatrice - Arthur Miller: Az ügynök halála... Miss Forsythe - William Shakespeare: Vízkereszt, vagy amit akartok... Olivia; Mária - Osborne: Emlékezz haraggal... Helena Charles - Shakespeare: Szentivánéji álom...Puck - George Bernard Shaw: Warrenné mestersége... Vivie - Balassi Bálint: Szép magyar komédia... Prológust mondta - Molière: Tudós nők... Henriette - Gribojedov: Az ész bajjal jár... Szofja - Victor Hugo: Királyasszony lovagja (Ruy Blas)... Casilda - Shaw: Pygmalion... Eliza - Dosztojevszkij: Bűn és bűnhődés... Duklida - Shaw: Genf, 1938... Begonia Brown - Dreiser: Amerikai tragédia... Mary - Tarbay Ede: Játék a színházban... Andorka - Fejes Endre: Rozsdatemető... Csele Juli - Kárpáti Péter: Akárki... Vénasszony | - Elbert–Mészöly: Legenda a dicsőséges feltámadásról... Magdaléna - Denis Diderot: Az apáca... Teréz nővér - Stejn: Ember és az ember (Záporok között)... Taszka - Kinizsi–Kárpáthy: Az óbudai barlang... Juci - Babel: Alkony... Dvorja - Shakespeare–Görgey–Komlós: Lear király... Regan - Katona József: Bánk bán a Mikroszkópban... Bendeleiben Izidóra - Lope de Vega: A furfangos menyasszony... Gerardo - Achard: A bolond lány... Josefa Lantenay - Shakespeare: Antonius és Cleopatra... Cleopatra - Bertolt Brecht–Weill: Koldusopera... Kocsma Jenny - Carlo Collodi: Pinokkió... Táltos Tücsök - Aurel Baranga: Legyen eszed, Cristofor!... Emma Bellea - Tamási Áron: Énekes madár... Gondos Eszter - Kertész Ákos: Névnap... Bözsi - Szép Ernő: Lila ákác... Hédi - Ifj. Alexandre Dumas: A kaméliás hölgy... Prudance - Tennessee Williams: A vágy villamosa... Eunice - Brecht: Arturo Ui... - Németh Ákos: Müller táncosai... Nő |

## Filmjei

### Játékfilmek
| - Az élet hídja (1956) - Mese a 12 találatról (1956) - Külvárosi legenda (1957) - Éjfélkor (1957) - Gyalog a mennyországba (1959) - Hosszú az út hazáig (1960) - Fapados szerelem (1960) - Húsz évre egymástól (1962) - Kertes házak utcája (1963) - Özvegy menyasszonyok (1964) - Minden kezdet nehéz (1966) - Büdösvíz (1966) - A múmia közbeszól (1967) - Nem várok holnapig… (1967) - A Hamis Izabella (1968) - Hideg napok (1968) - Próféta voltál szívem (1968) - Fenegyerekek (1968) - Alfa Rómeó és Júlia (1968) - Szevasz, Vera! (1969) - Feldobott kő (1969) - Ismeri a szandi mandit? (1969) - Sziget a szárazföldön (1969) - N.N., a halál angyala (1970) - Kitörés (1970) - Madárkák (1971) | - Romantika (1972) - Tűzoltó utca 25. (1973) - Ábel (1974) - Jelbeszéd (1974) - 141 perc a befejezetlen mondatból (1975) - Egy erkölcsös éjszaka (1977) - Cserepek (1980) - Ideiglenes paradicsom (1981) - Szívzűr (1982) - A csoda vége (1983) - Viadukt (1983) - A vörös grófnő (1985) - Gyerekrablás a Palánk utcában (1985) - Iskolakerülők (1989) - Könnyű vér (1990) - Jó estét, Wallenberg úr! (1990) - Sose halunk meg (1993) - Az álommenedzser (1994) - Ébredés (1995) - Bizarr románc (2000) - Anarchisták (2001) - A rózsa énekei (2003) - Az igazi Mikulás (2005) - Csudafilm (2005) - Szőke kóla (2005) - A hét nyolcadik napja (2006) |

### Tévéfilmek
| - Az asszony beleszól (1965) - Tündér voltam Budapesten (1970) - Egy óra múlva itt vagyok… (1971) - Gőzfürdő (1973) - A gyilkosok (1974) - Próbafelvétel (1974) - A labda (1974) - Aranyborjú (1974) - Megtörtént bűnügyek (1976) - Tizenegy több mint három (1976) - Zokogó majom (1978) - Hívójel (1979) | - Bolondnagysága (1980) - Két pisztolylövés (1980) - A piac (1983), Vargéné - Hungarian Dracula (1983) - Lenkey tábornok (1985) - A fekete kolostor (1986) - Freytág testvérek 1–5. (1989) - Semmelweis Ignác – Az anyák megmentője (1989) - Kis Romulusz (1994) - Patika (1995) - Angyali történetek (2000) - Fekete fehér (2006) |

## Hangjátékok
- Alice csodaországban